# Halanaerobium hydrogeniformans
Halanaerobium hydrogeniformans — вид анаеробних, грам-негативних, алкаліфільних бактерій. Бактерія виявлена у Мильному озері (Соап Лейк), що знаходиться у штаті Вашингтон у США. Описала вид Мелані Мормиль, професор біології в Міссурійському університеті науки і технологій.
Цей організм здатний природним шляхом виробляти водень і 1,3-пропіленгліколь (пропандіол), у процесі переробки цукру, одержуваного з целюлози при високих значеннях pH і високого ступеня солоності середовища. Ці особливості бактерії можуть виявитися корисними для промисловості. Водень, вироблений штучно вирощуваними колоніями бактерій Halanaerobium hydrogeniformans, може виявитися корисним як заміна вуглеводневому паливу, а 1,3-пропандіол — сировиною для виробництва клейких композитних матеріалів і інших композитних матеріалів. Сам по собі 1,3-пропандіол можна застосовувати як антифриз. Тим не менш практичне застосування цієї бактерії поки що є віддаленою перспективою.

## Опис
Геном містить 2613116 нуклеотидних пар, що кодують 2295 білків.